# Halkopirit
Halkopirit je najčešća i najrasprostranjenija ruda bakra. On je veoma značajan industrijski mineral. Neki njegovi primerci su slični piritu, pa ga zato ponekad brkaju sa zlatom.
Halkopirit ima zutu boju mesinga, te izgleda kao zlato, ali je malo tvrdji od njega. Njegovo ime, koje potiče od grčkih reči halkos (bakar) i pir (vatra), prvi put je upotrebljeno 1725. godine. Međutim, halkopirit je kao mineral poznat od davnina. Starogrčki filozof Aristotel (384. p.n.e. - 322. p.n.e.) pominje rudu koja sadrži bakar, u Atinu donetu sa Kipra. Iako se pouzdano ne zna o kom mineralu je reč, neki stručnjaci veruju da bi to mogao biti halkopirit. Ovaj mineral je i danas poznat pod alternativnim imenom bakarni pirit. Procenjeno je da se otprilike 80 procenata bakra, koji se trenutno proizvodi u svetu, dobija iz (halkopirita). Upravo zbog toga, iznenađuje činjenica da halkopirit kao ruda nije preterano bogat bakrom: samo oko 35 procenata njegove mase čini bakar, dok recimo kuprit ponekad može da sadrži čak 88,8 procenata bakra u čistom obliku.